# Князев, Юрий Васильевич
Юрий Васильевич Князев (род. 1933) — советский хозяйственный, государственный и политический деятель, генерал-майор.

## Биография
Родился в 1933 году в Урюпинске. Член КПСС.
С 1955 года — на хозяйственной, общественной и политической работе. В 1955—1996 гг. — заместитель начальника, начальник добычного участка на шахте № 6-6-бис рудника Брянки треста «Кадиевуголь», 1-й секретарь Брянковского райкома, 1-й секретарь Кадиевского горкома, 2-й секретарь Ворошиловградского обкома ЛКСМ Украины, 1-й секретарь Перевальского райкома КП Украины, заместитель начальника УКГБ при СМ Украинской ССР по Луганской, Николаевской областям, начальник УКГБ Украинской ССР по Тернопольской области, начальник 6-го Управления КГБ Украинской ССР, заместитель начальника Инспекторского управления КГБ СССР, представитель Волгоградской области в администрации Президента и Правительстве РФ.
Живёт в Москве.